# Heinrich Moinch
Heinrich Moinch († 20. Februar 1479) war Priester und Generalvikar im Erzbistum Köln.
Der aus Tittenheim stammende Heinrich Moinch studierte 1426 in Heidelberg. Er wurde 1445 Domherr in Köln und fungierte vom 11. April 1468 bis zum 7. Juli 1472 als Generalvikar. Er starb am 20. Februar 1479.